# Robert De Niro
Robert De Niro (New York, 17. kolovoza 1943.), američki filmski glumac, redatelj i producent, dvostruki dobitnik Oscara i  Zlatnog globusa.
Jedan od najvećih američkih karakternih glumaca, najpoznatiji po dugoj suradnji s redateljem  Martinom Scorseseom i ranim radom s redateljem  Brianom De Palmom. Najveće uloge ostvario je u filmovima Kum II, Taksist, Razjareni bik, Dobri momci i Casino.

## Životopis

### Rani život
Robert De Niro rođen je u New Yorku u obitelji slikara i kipara Roberta De Nira starijeg i Virginije De Niro, slikarice. De Nirov otac imao je irske i talijanske korijene, odgojen je kao  katolik, ali sam nije prakticirao vjeru, dok je njegova majka od rođenja bila ateist francuskog, nizozemskog i njemačkog podrijetla. Njegovi roditelji, koji su se upoznali na tečaju slikarstva u Provincetownu, Massachusetts, razveli su se kad mu je bilo dvije godine. De Niro je odrastao u dijelu Manhattana zvanom Mala Italija. Nadimak iz djetinjstva bio mu je "Bobby Milk", zbog svijetle puti.
De Niro je prvo pohađao školu Little Red School, a nakon toga ga je majka upisala u srednju glazbenu i umjetničku školu. Odustao je s 13 godina i pridružio se uličnoj bandi u Maloj Italiji. Pohađao je konzervatorij Stella Adler, kao i Actor's Studio Leeja Strasberga. Sa 16 godina nastupio je produkciji Čehovljeva Medvjeda.

### Rana filmska karijera
Godine 1963., s 20 godina, nastupio je u svojoj prvoj filmskoj ulozi, u filmu Briana De Palme The Wedding Party. Međutim, film nije objavljen sve do 1969. Šezdesete je proveo radeći u kazališnim radionicama i manjim kazalištima. U francuskom filmu Tri sobe na Manhattanu (1965.), nastupio je kao statist, a službeni filmski debi je ostvario u De Palminu filmu Pozdravi (1968.), dok je 1970. reprizirao tu ulogu u filmu Zdravo, mama!.
Pozornost je privukao ulogom umirućeg bejzbolaša u filmu Bang the Drum Slowly (1973.). Iste je godine započeo svoju plodnu suradnju s Martinom Scorseseom, nastupivši kao sitni mafijaš "Johnny Boy" zajedno s Harveyjem Keitelom u Ulicama zla (1973.). 1974. je De Niro nastupio kao mladi Vito Corleone u Kumu II redatelja Francisa Forda Coppole. Izvedba mu je donijela Oscar za najboljeg sporednog glumca.
Nakon što je radio s njim na Ulicama zla, nastavio je uspješnu suradnju sa Scorseseom u filmovima kao što su Taksist (1976.),  New York, New York (1977.), Razjareni bik (1980.), Kralj komedije (1983.), Dobri momci (1990.), Rt straha (1991.) i Casino (1995.).
U ovim filmovima, De Niro je većinom glumio šarmantne sociopate. Taksist je pogotovo važan za De Nirovu karijeru; kultna izvedba u ulozi Travisa Bicklea učinila je od De Nira veliku zvijezdu i povezala s njegovim imenom slavnu rečenicu "You talkin' to me?", koju je sam improvizirao.
Godine 1976. se s Gerardom Depardieuom pojavio u epskom filmu Bernarda Bertoluccija,  Dvadeseto stoljeće, biografskoj priči smještenoj u vrijeme Drugog svjetskog rata, ispričanoj kroz oči dvojice Talijana, prijatelja iz djetinjstva na suprotnim stranama društvene ljestvice.
Godine 1978. glumio je u Michaela Vronskyja u hvaljenom Lovcu na jelene, što mu je donijelo nominaciju za Oscara u kategoriji najboljeg glumca.

### Kasnija filmska karijera
Poznat po predanosti svojim ulogama, De Niro se udebljao 27 kilograma i naučio boksati za ulogu Jakea LaMotte u Razjarenom biku, izbrusio zube za Rt straha, živio na Siciliji za Kuma II, radio kao taksist tri mjeseca za Taksista te naučio svirati saksofon za New York, New York. Udebljao se i za ulogu Al Caponea u Nedodirljivima.
De Nirov zaštitni znak, koji je došao s metodičnom glumom, uključuje bilo kakvu ekstremnu taktiku koja je potrebna kako bi izvukao najbolju izvedbu od onih s kojima glumi. Tijekom snimanja Kralja komedije, De Niro je Jerryja Lewisa počastio s nekoliko antisemitskih epiteta. Lewis je poslije rekao kako ga je mislio zadaviti.
Bojeći se da će ga publika početi identificirati s mafijaškim ulogama - uključujući onu židovskog gangstera Davida "Noodlesa" Aaronsona u filmu Sergia Leonea, Bilo jednom u Americi -  De Niro je od početka osamdesetih proširio svoj repertoar s nekoliko komičarskih uloga, te je postigao uspjeh s filmovima Brazil (1985.), u kojem je imao manju ulogu; akcijskim komedijama Ponoćna utrka (1988.), Showtime (2002.) s  Eddiejem Murphyjem; i filmovima s nastavcima Analiziraj ovo (1999.) i Analiziraj ono (2002.), i Dozvola za brak i Dozvola za Fockere (2004.).
Godine 1995. nastupio je u Vrućini Michaela Manna, zajedno s Al Pacinom. Dvojac je privukao mnogo pozornosti kod obožavatelja jer su obojica bili često uspoređivani tijekom svojih karijera. Iako su Pacino i De Niro nastupili u Kumu II, nisu se pojavili u istoj sceni.
Godine 1997. ponovno se udružio s Harveyjem Keitelom i Rayem Liottom, zajedno sa Sylvesterom Stalloneom, u policijskoj drami Cop Land. De Niro je u tom filmu dokazao kako je sposoban odigrati sporednu ulogu, pustivši pod svjetla pozornice Stallonea, Keitela i Liottu.
Godine 2004. posudio je glas Don Linu, negativcu iz animiranog filma Riba ribi grize rep. Bilo je to prvo De Nirovo iskustvo s posuđivanjem glasa. Kad su ga pitali o tome, De Niro je rekao kako je to bilo jedno od najzabavnijih aspekata njegove holivudske karijere.
Morao je odbiti ulogu u Pokojnima (koju je preuzeo Martin Sheen) zbog obaveza na filmu Dobri pastir. Rekao je: "Htio sam nastupiti. Volio bih da je to bilo moguće, ali sam pripremao Dobrog pastira tako da nisam imao vremena. Pokušavao sam naći način kako da to napravim dok pripremam svoj film. Jednostavno nije bilo moguće."
Sljedeći projekt mu je bio vlastiti film, Dobri pastir (2006.), s Mattom Damonom i Angelinom Jolie. U filmu je i nastupio u manjoj ulozi, kao i Joe Pesci.
De Niro i Marlon Brando su jedini glumci koji su osvojili Oscara za tumačenje istog lika: Brando je osvojio Oscara za portret starijeg Don Vita Corleonea u filmu Kum (iako je odbio nagradu), dok je De Niro kasnije osvojio istu nagradu za ulogu mlađeg Vita Corleonea u Kumu II. Brando i De Niro nisu radili zajedno sve do 2001. kad su nastupili u trileru Tko je kome smjestio?. De Niro se prijavio na audiciju za ulogu Sonnyja u prvom Kumu, ali je uloga pripala Jamesu Caanu. Dok je Kum II još bio u pretprodukciji, redatelj Francis Ford Coppola se sjetio De Nira s audicije za prvi dio i dodijelio mu ulogu mladog Vita Corleonea.

## Privatni život
De Niro se dvaput ženio. Ima sina, Raphaela, s prvom suprugom Diahnne Abbott. Osim toga, posvojio je Abottinu kćer, Drenu, iz njene prijašnje veze. Ima i dva sina blizanca, Juliana Henryja i Aarona Kendricka iz dugogodišnje veze s bivšim modelom Toukie Smith.
De Niro je od 1989. počeo ulagati u četvrt TriBeCa u donjem Manhattanu. Postao je i suosnivač filmskog studija Tribeca Productions i popularnog Tribeca film festivala.
De Niro se 1997. oženio sa svojom drugom suprugom, Grace Hightower, bivšom stjuardesom. Njihov sin Elliot rođen je 1998., a par je ubrzo nakon njegova rođenja zatražio razvod, iako on nikad nije okončan.
U veljači 1998., tijekom snimanja filma u Francuskoj, francuska policija ga je ispitivala devet sati zbog navodne prostitucije. De Niro je zanijekao povezanost s krugom prostitucije rekavši kako nikad nije platio za seks, "a sve i da jesam, to ne bi bio zločin". Sudac za prekršaje priveo ga je na ispitivanje nakon što je njegovo ime spomenula jedna od prostitutki. U intervjuu za francuski list Le Monde, rekao je, "Nikad se ne ću vratiti u Francusku. Savjetovat ću prijateljima da ne idu u Francusku". Izvori bliski francuskom pravosuđu rekli su da je glumac pozvan kao svjedok, a ne kao osumnjičenik.
De Niru je 2003. dijagnosticiran rak prostate. Prognoze su, prema njegovom biografu Stanu Rosenfieldu, bile povoljne. "Liječnici su rekli da je rak otkriven u ranom stadiju zbog redovitih pregleda", rekao je Rosenfield. "Kako je bolest otkrivena na vrijeme, a on je u odličnom fizičkom stanju, liječnici najavljuju potpuni oporavak." Rosenfield je odbio otkriti dodatne informacije o glumčevom stanju i terapiji. De Nirov otac, slikar Robert De Niro stariji, umro je od raka 1993. u 71. godini.
U rujnu 2004., na Venecijanskom filmskom festivalu, dodijeljeno mu je počasno talijansko državljanstvo. Međutim, organizacija Sinovi Italije uložila je prigovor talijanskom premijeru Silviju Berlusconiju, tvrdeći da je De Niro narušio imidž Talijana i američkih Talijana svojim ulogama kriminalaca. Ministar kulture Giuliano Urbani odbacio je prigovore, a svečanost je odgođena za listopad u Rimu. De Niro se na kraju tog mjeseca dvaput nije pojavio u medijima, za što je okrivio "velike probleme u komunikaciji" koji nisu "pravilno riješeni", te dodavši na kraju, "Posljednja stvar koju ne želim je uvrijediti nekoga. Volim Italiju." Talijansko državljanstvo mu je na kraju dodijeljeno na kraju Venecijanskog filmskog festivala 2006.
De Niro podržava Demokratsku stranku, a glasno je podržao Ala Gorea na predsjedničkim izborima 2000. U dokumentarcu Michaela Moorea Fahreinheit 9/11, De Niro se pojavljuje u isječku kako stoji s Goreom u njegovoj kampanji; Moore ga je predstavio kao "onog tipa iz Taksista". De Niro je 2004. javno podržao Johna Kerryja u predsjedničkoj utrci. Godine 1998. lobirao je u Kongresu protiv smjene predsjednika Billa Clintona. Godine 2003. podržao je invaziju na Irak, ali se poslije toga nije izjašnjavao po tom pitanju. Tijekom promocije svog filma Dobri pastir s glumcem Mattom Damonom, 8. prosinca 2006., u emisiji Hardball with Chris Matthews, De Nira su pitali koga bi volio vidjeti kao predsjednika SAD-a. De Niro je odgovorio, "Dvije osobe: Hillary Clinton i Obamu."

## Nagrade i nominacije

### Oscari
- Osvojio: Najbolji sporedni glumac - Kum II (1974.)
- Nominiran: Najbolji glumac - Taksist (1976.)
- Nominiran: Najbolji glumac - Lovac na jelene (1978.)
- Osvojio: Najbolji glumac - Razjareni bik (1980.)
- Nominiran: Najbolji glumac - Buđenja (1990.)
- Nominiran: Najbolji glumac - Rt straha (1991.)

### BAFTA nagrade
- Nominiran: Najbolji novi glumac - Kum II (1976.)
- Nominiran: Najbolji glumac - Taksist (1977.)
- Nominiran: Najbolji glumac - Lovac na jelene (1980.)
- Nominiran: Najbolji glumac - Razjareni bik (1982.)
- Nominiran: Najbolji glumac - Kralj komedije (1984.)
- Nominiran: Najbolji glumac - Dobri momci (1991.)

### Zlatni globusi
- Nominiran: Najbolji glumac u drami - Taksist (1977.)
- Nominiran: Najbolji glumac u mjuziklu ili komediji - New York, New York (1978.)
- Nominiran: Najbolji glumac u drami - Lovac na jelene (1979.)
- Osvojio: Najbolji glumac u drami - Razjareni bik (1981.)
- Nominiran: Najbolji glumac u mjuziklu ili komediji - Ponoćna utrka (1989.)
- Nominiran: Najbolji glumac u drami -  Rt straha (1992.)
- Nominiran: Najbolji glumac u mjuziklu ili komediji - Analiziraj ovo (2000.)
- Nominiran: Najbolji glumac u mjuziklu ili komediji - Dozvola za brak (2001.)

## Vanjske poveznice
- Robert De Niro u internetskoj bazi filmova IMDb-u (engl.)
- Robert De Niro na Rotten Tomatoes
- Robert De Niro Online (fan stranica)
- Tiscali UK: Robert De Niro  Arhivirana inačica izvorne stranice od 11. veljače 2006. (Wayback Machine)